# The Best of The Band
The Best of The Band —en español: Lo mejor de The Band— es el primer álbum recopilatorio de la banda canadiense The Band, publicado por el sello discográfico Capitol Records en 1976. El álbum, editado en un periodo de fricciones internas en el grupo que culminaron con su disolución apenas un año más tarde, incluye diez canciones extraídas de seis de los seis primeros seis trabajos del grupo, desde Music from Big Pink (1968) hasta Northern Lights - Southern Cross (1975), además de colaboraciones con Bob Dylan publicadas en el álbum en directo Before the Flood (1974) y en The Basement Tapes (1975).
El álbum incluyó también «Twilight», una canción inédita grabada durante las sesiones de grabación de Northern Light-Southern Cross e interpretada a menudo en directo durante la última gira del grupo, en verano de 1976. La edición británica de The Best of The Band incluyó una lista de canciones distinta, con la sustitución de «Tears of Rage», «Don't Do It» y «It Makes No Difference» por «Rag Mama Rag», «Time to Kill», «Ain't ot No Home» y «I Shall Be Released». En 1991, una reedición para el mercado australiano incluyó un total de veinte temas, con la adición de las canciones «Across the Great Divide», «When You Awake». «Rockin' Chair», «The Promised Land» y «To Kingdom Come». 
Tras su publicación, el álbum alcanzó el puesto 35 en la lista de éxitos de Canadá y el 51 en la lista estadounidense Billboard 200. El mismo año, la RIAA lo certificó como disco de oro.

## Recepción
Tras su publicación, The Best of The Band obtuvo reseñas favorables de la prensa musical, que lo calificó como un buen resumen de su trayectoria musical. En Allmusic, William Ruhlmann escribió: «En The Best of The Band, Capitol Records comenzó el proceso inevitable de reenvasar la música de The Band, lo que la compañía hizo sin resolver el problema fundamental de The Band, que a pesar de la calidad de sus canciones individuales, no eran sencillos y son difíciles de resumir en un recopilatorio. Dicho esto, para el verdadero neófito, este álbum de once canciones puede ser mejor que cualquier cosa. Contiene las dos canciones más famosas del grupo, "The Weight" y "The Night They Drove Old Dixie Down", así como su único éxito, "Up on Cripple Creek" y canciones como "Tears of Rage" y "Stage Fright" que probablemente tocaron en cada concierto. Es verdad que si quieres realmente entender a The Band, tienes que escuchar Music from Big Pink y The Band. Pero si sólo quieres una captura, aquí está».

## Lista de canciones
Todos los temas compuestos por Robbie Robertson excepto donde se anota.
| Cara A |                          |                        |                                  |          |  |
| N.º    | Título                   | Escritor(es)           | Álbum                            | Duración |  |
| 1.     | «Up on Cripple Creek»    |                        | The Band                         | 4:34     |  |
| 2.     | «The Shape I'm In»       |                        | Stage Fright                     | 4:00     |  |
| 3.     | «The Weight»             |                        | Music from Big Pink              | 4:38     |  |
| 4.     | «It Makes No Difference» |                        | Northern Lights - Southern Cross | 6:34     |  |
| 5.     | «Life Is A Carnival»     | Danko, Helm, Robertson | Cahoots                          | 4:00     |  |

| Cara B |                                       |                        |                                  |          |  |
| N.º    | Título                                | Escritor(es)           | Álbum                            | Duración |  |
| 6.     | «Twilight»                            |                        |                                  | 3:17     |  |
| 7.     | «Don't Do It»                         | Holland-Dozier-Holland | Rock of Ages                     | 5:00     |  |
| 8.     | «Tears of Rage»                       | Dylan, Manuel          | Music from Big Pink              | 5:23     |  |
| 9.     | «Stage Fright»                        |                        | Stage Fright                     | 3:43     |  |
| 10.    | «Ophelia»                             |                        | Northern Lights - Southern Cross | 3:32     |  |
| 11.    | «The Night They Drove Old Dixie Down» |                        | The Band                         | 3:33     |  |

## Personal
- Rick Danko: bajo, violín y voz
- Levon Helm: batería, pandereta y voz
- Garth Hudson: órgano, piano, violín, sintetizadores e instrumentos de viento
- Richard Manuel: piano, clavinet, órgano, armónica y voz
- Robbie Robertson: guitarras
- John Simon: saxofón tenor en «Tears of Rage»